# Cosmoradio
Cosmoradio (gr Κοσμοράδιο) är en radiostation i Thessaloniki i Grekland, grundad år 1987.
Cosmoradio är Mellersta Makedoniens största radiokanal med cirka 80 000 lyssnare dagligen. Radiokanalen har specialinriktat sig på grekisk musik och spelar mycket från den grekiska topplistan. 